# کریستین جوئل
کریستین جوئل (انگلیسی: Christian Joel؛ زادهٔ ۹ ژوئیهٔ ۱۹۹۹) بازیکن فوتبال اهل کوبا است.
از باشگاه‌هایی که در آن بازی کرده‌است می‌توان به باشگاه فوتبال اسپورتینگ خیخون اشاره کرد.